# Anna-Maria Gradante
Anna-Maria Gradante (n. 26 decembrie 1976, Remscheid, Germania) este o sportivă ce a reprezentat Germania, medaliată olimpică. A participat la o ediție a Jocurilor Olimpice (2000) în care a câștigat o medalie de bronz.

## Participări
Lista de mai jos prezintă principalele competiții la care a participat Anna-Maria Gradante de-a lungul carierei.
- judo at the 2000 Summer Olympics – women's 48 kg[*]